# Maria-Hilf (Rohrbach)

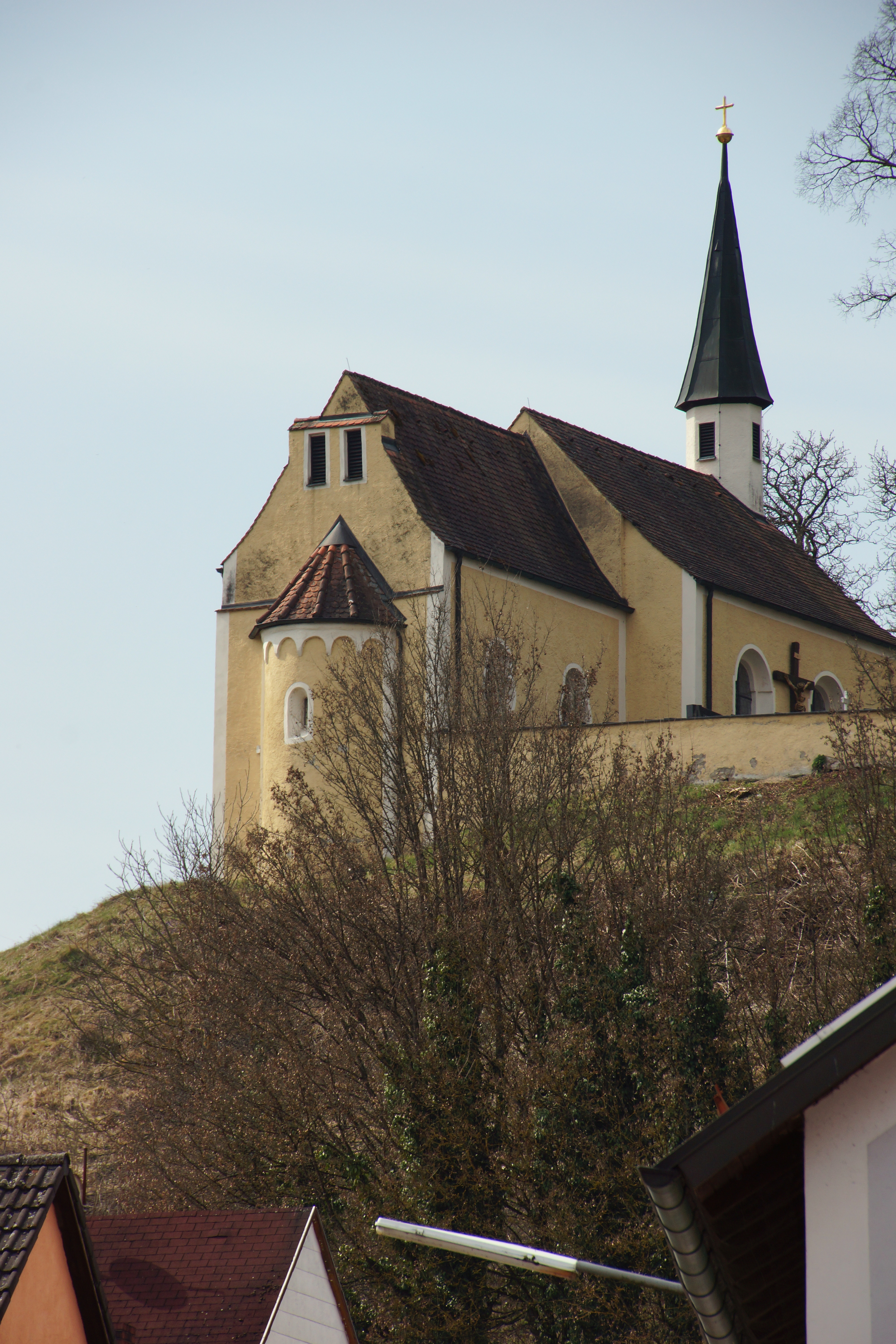
Maria-Hilf (Rohrbach)

Die römisch-katholische, denkmalgeschützte Friedhofskapelle Maria-Hilf, früher eine Wallfahrtskirche, die noch romanische Teile der Burgkapelle aus dem 12. Jahrhundert enthält, steht auf dem Burgstall Rohrbach oberhalb von Rohrbach, einem Gemeindeteil des Marktes Kallmünz im Landkreis Regensburg in der Oberpfalz. Sie ist dem Bistum Regensburg zugeordnet. Das Bauwerk ist unter der Denkmalnummer D-3-75-156-72 als Baudenkmal in die Bayerische Denkmalliste eingetragen.

## Beschreibung
Im eingezogenen Chor mit zwei Jochen der Saalkirche mit östlicher Apsis steckt die romanische Burgkapelle aus dem 12. Jahrhundert. Ihr Innenraum ist mit einem Kreuzgratgewölbe überspannt. An sie wurde 1819 nach Westen das Langhaus angebaut. Aus dem Satteldach des Langhauses erhebt sich im Westen ein achteckiger Dachreiter, der den Glockenstuhl beherbergt, und der mit einem spitzen Helm bedeckt ist. Zur Kirchenausstattung gehören 14 Kreuzwegstationen, deren Bilder erneuert wurden.